# 27S pre-rRNK (guanozin2922-2'-O)-metiltransferaza
27S pre-rRNK (guanozin2922-2'-O)-metiltransferaza (EC 2.1.1.167, Spb1p (gen), YCL054W (gen)) je enzim sa sistematskim imenom S-adenozil--metionin:27S pre-rRNK (guanozin2922-2'-O-)-metiltransferaza. Ovaj enzim katalizuje sledeću hemijsku reakciju
-adenozil--metionin + guanozin2922 u 27S pre-rRNK {\displaystyle \rightleftharpoons } -adenozil-L-homocistein + 2'-O-metilguanozin2922 u 27S pre-rRNK
Spb1p je za mesto specifična 2'-O-riboza RNK metiltransferaza, koja katalizuje formiranje 2'-O-metilguanozina2922, univerzalno konzerviranje pozicije katalutičkog centera ribozoma koji je esencijalan za translaciju.

## Literatura
- Nicholas C. Price; Lewis Stevens (1999). Fundamentals of Enzymology: The Cell and Molecular Biology of Catalytic Proteins (Third изд.). USA: Oxford University Press. ISBN 019850229X.
- Eric J. Toone (2006). Advances in Enzymology and Related Areas of Molecular Biology, Protein Evolution (Volume 75 изд.). Wiley-Interscience. ISBN 0471205036.
- Branden C; Tooze J. Introduction to Protein Structure. New York, NY: Garland Publishing. ISBN 0-8153-2305-0.
- Irwin H. Segel. Enzyme Kinetics: Behavior and Analysis of Rapid Equilibrium and Steady-State Enzyme Systems (Book 44 изд.). Wiley Classics Library. ISBN 0471303097.

## Spoljašnje veze
- 27S+pre-rRNA+(guanosine2922-2'-O)-methyltransferase на 